# Guy Meynieu
Guy Meynieu (* 15. Juni 1922 in Bordeaux; † 29. Mai 2015) war ein französischer Fußballspieler und -trainer.

## Karriere
Der 169 Zentimeter große Abwehrspieler spielte in seiner Jugend beim EC Bordeaux und wurde mit diesem französischer Universitätsmeister. Von 1943 an lief er für die ÉF Bordeaux-Guyenne auf; dabei handelte es sich um eine von 16 regionalen Mannschaften, die anstelle von Vereinen in der Kriegssaison 1943/44 um die französische Meisterschaft konkurrierten. Als 1945 der reguläre Spielbetrieb wieder aufgenommen wurde, stand Meynieu im Kader des Zweitligisten FC Toulouse, wobei er direkt zum Stammspieler avancierte und 1946 am Aufstieg in die Erstklassigkeit teilhatte. Nach einem Jahr kehrte er der Eliteklasse des französischen Fußballs trotz des gelungenen Klassenerhalts den Rücken und wechselte zum Zweitligisten Lyon OU; dort war er Stammspieler und erreichte mit dem Team Platzierungen im Mittelfeld der Tabelle.
1949 wurde er vom Erstligaaufsteiger Girondins Bordeaux unter Vertrag genommen und schaffte direkt den Sprung in die erste Elf. Der Verteidiger, der teilweise auch in der Offensive aufgeboten wurde, erzielte in der Spielzeit 1949/50 zehn Tore und hatte auf diesem Wege Anteil daran, dass seine Mannschaft 1950 als Aufsteiger den Meistertitel gewann. Dies brachte eine Teilnahme an der Coupe Latine ein; Bordeaux stand im Finale, scheiterte dort jedoch an Benfica Lissabon. Er blieb weiterhin einer der Leistungsträger im Team, als Bordeaux sowohl in der Liga hinter dem OGC Nizza Zweiter wurde als auch im Pokal; Meynieu stand auf dem Platz, als sein Team mit 3:5 an dem Kontrahenten aus Nizza scheiterte. In einer Zeit, in der Ein- und Auswechslungen noch nicht möglich waren, wurde der Fußballer während der Saison 1953/54 schnell aus der Elf verdrängt und kam nicht mehr über einen Einsatz hinaus; darauf folgte nach 141 Erstligapartien mit 15 Treffern sowie 89 Zweitligapartien mit 13 Treffern das Ende seiner Laufbahn. Unmittelbar danach begann er eine Laufbahn als Trainer, die ihn zu mehreren Amateurvereinen führte. 1958 übernahm er die Verantwortung bei seinem Jugendklub EC Bordeaux, dem er bis 1968 als Trainer erhalten blieb.